# Tortilla de patatas
Pour le plat mexicain du même nom, voir Tortilla.

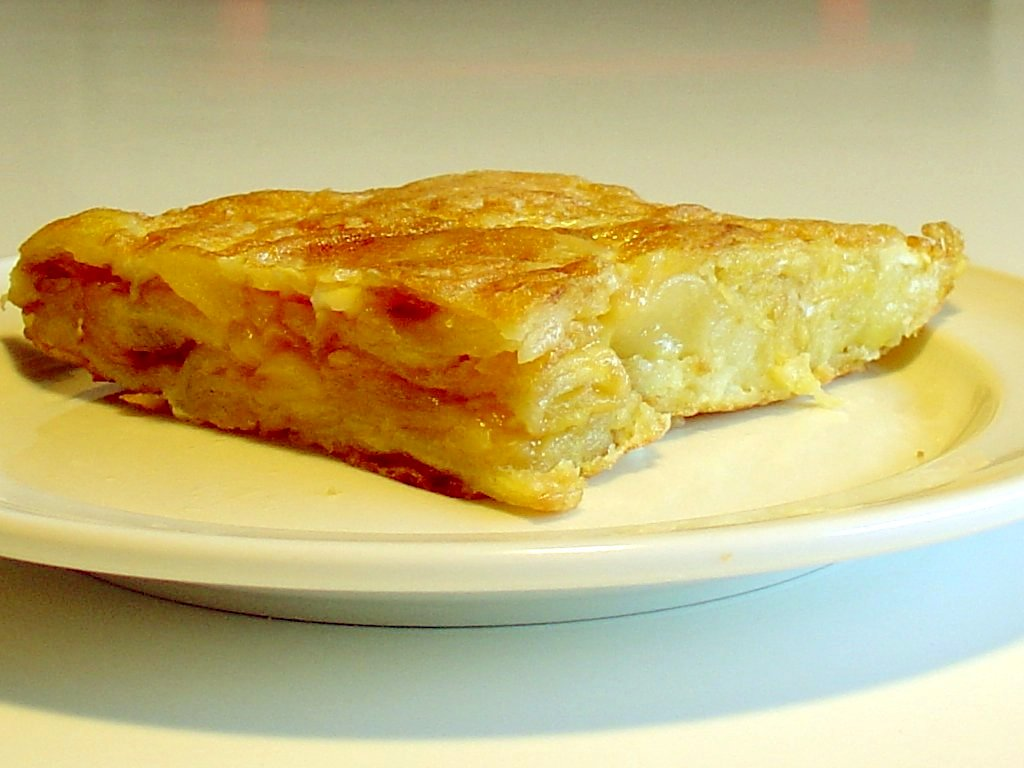

La tortilla de patatas est une variante d'omelette, épaisse, cuite des deux côtés et garnie de pommes de terre typiquement espagnole. Dans certains bars, elle peut être servie en parts sur un morceau de pain (soit comme pintxo, au Pays basque, bien qu'il y ait des centaines de pintxos différents), dans un bocadillo (sandwich) ou sous forme de tapas ; mais le plus souvent elle se mange comme plat, accompagnée d'une salade. 
On ne doit pas la confondre avec l'omelette aux pommes de terre ou omelette parmentier.

## Origine
Bien que le contact des Espagnols avec l'Amérique commence au XVIe siècle, l'introduction des produits aujourd'hui essentiels comme la pomme de terre et la tomate n'est pas significative jusqu'au XVIIe siècle. L'utilisation en omelette (qui d'ailleurs se fait de la même façon, depuis des siècles, en Espagne, mais avec des aubergines, courgettes et tout genre de légume) est peut-être une des premières recettes avec ce produit en Espagne. On a des témoignages écrits du XIXe siècle de recettes similaires, qui utilisent des œufs et des pommes de terre. À cette époque, l'omelette de pommes de terre était un plat très pauvre, et son origine est due à ce que les œufs étaient trop chers pour les pauvres, donc on ajoutait des pommes de terre (les légumes étant aussi trop chers en ville) pour faire un plat plus grand avec moins d'œufs.
Cet effet reprend de l'ampleur pendant la guerre civile espagnole du XXe siècle et les années suivantes. On possède une recette de ce plat, éditée dans une revue pour femmes en 1935, assez semblable à celle que l'on connaît et qui existe encore. Il y a cependant quelques différences, car, à cette époque, on ne faisait pas encore frire les pommes de terre avant de les cuire avec les œufs à la poêle. Cette dernière façon de faire est née après la guerre, sous la dictature de Franco en Espagne. À l'époque, il existait aussi une version encore plus pauvre de ce plat, consistant à remplacer les œufs par un mélange de farine et de lait, ou encore de farine et d'eau. Josep Pla explique que l'omelette de pommes de terre, même avec des œufs, était considérée comme un « plat de pauvres » et que l'on préférait les omelettes nature.
Aujourd'hui elle reste un plat populaire, facile à faire et qui n'a pas besoin de trop d'ingrédients, qui se mange le plus souvent au dîner, comme plat principal, et qui a beaucoup de variantes : on peut la manger en sauce, ou on peut l'enrichir, par exemple, avec quelques dés de jambon ibérique ou une marque de jambon comme Jamón Serrano par exemple, ou on peut la couper en deux et farcir le centre avec fromage, poivrons, etc.
Certains[Qui ?] font même des recettes de tortilla de patatas avec du chorizo.

## Omelettes en Espagne
En Espagne, on cuisine aussi des omelettes nature, mais on en fait d'individuelles pour chaque personne, avec un ou deux œufs seulement, et on les plie dans la poêle en deux ou en trois, d'une façon qui peut faire penser, pour certains[Pour qui ?], à une crêpe. Ces omelettes s'appellent aussi tortillas en espagnol (tortillas est le pluriel, tortilla le singulier), ou on peut les appeler tortilla de huevo ou tortilla francesa (littéralement « omelette française », celle-ci correspond à une omelette nature), pour les différencier des omelettes de pommes de terre ou avec d'autres ingrédients, enfin, toutes celles qui ne sont pas nature. Elles sont souvent plus plates et baveuses que les omelettes nature typiques françaises et se font cuire à la poêle, mais à l'huile d'olive et jamais au beurre. En Espagne, elles sont parfois garnies de fromage, avec persillade (quoique la persillade ne soit pas du tout fréquente en Espagne), quelques lamelles de champignon, etc. Elles sont très courantes.
D'un autre côté, en Espagne, comme d'ailleurs au Portugal, en Italie, etc., les omelettes épaisses garnies sont aussi très habituelles et populaires. On peut les fourrer de légumes variés (omelette paysanne), de rascasse, de sauce tomate et autres ingrédients, de viande, etc.

## Préparation
Couper les pommes de terre en dés ou en fines lamelles et les faire cuire à feu doux, à la poêle, avec beaucoup d'huile d'olive. Les pommes de terre ne doivent pas dorer. Pendant ce temps, dans un saladier, battre fort des œufs saupoudrés de sel et de poivre noir. On utilise, pour quatre personnes, quatre grosses pommes de terre et six œufs. Écumer les pommes de terre et les mettre dans le saladier avec les œufs battus. Mélanger et verser le tout dans une poêle chaude. Laisser cuire l'omelette sans la remuer et la retourner pour la faire cuire, toujours sans remuer, de l'autre côté. Le centre ne doit pas être trop cuit. Couper l'omelette en quatre parts triangulaires et la servir aussitôt, accompagnée d'une salade de tomates ou de pain à la tomate.